# Ernest Bourget
Ernest Bourget (10 de marzo de 1814-Thomery, 2 de octubre de 1864) fue un dramaturgo, letrista y libretista francés.
En 1847, Paul Henrion, Victor Parizot y él se negaron a pagar la cuenta en el Café des Ambassadeurs a no ser que recibieran algo a cambio de su trabajo. El subsiguiente juicio dio pie a la creación del SACEM.

## Obras

### Libretos
- 1856: Tromb-al-ca-zar, ou Les criminels dramatiques, con Charles Dupeuty; con música de Jacques Offenbach
- 1856: Les Dragées du baptême, con Charles Dupeuty; con música de Jacques Offenbach
- 1857: Les Deux Pêcheurs ou le Lever du soleil, con Charles Dupeuty; con música de Jacques Offenbach
- 1857: Les Chansons populaires de la France, con música de Alphonse Varney
- 1860: Bibi Bambou, melodía de Jacques Offenbach, poema de Ernest Bourget
- 1867: La Leçon de chant électro-magnétique, con música de Jacques Offenbach

### Canciones
- 1841: Les Dîners parisiens, con música de Victor Parizot
- 1845: La Mère Michel aux Italiens, con música de Victor Parizot
- 1855: Le Sire de Framboisy ou Le Sire de Franc-Boisy (1855), con música de Laurent de Rillé y letra de Bourget, ed. Meissonier fils, representada por Joseph Kelm en el Théâtre des Folies-Nouvelles
- 1855: Le Vigneron, con música de Paul Henrion
- 1855: À bas la crinoline, con música de Edmond Lhuillier
- 1859: Végétal, animal et minéral, con música de Charles-François Plantade
- 186?: Les Canotiers, con música de A. Marquerie

### Citas
1. ↑  «Ernest Bourget (1814-1864)» (en francés). Biblioteca Nacional de Francia. Consultado el 1 de agosto de 2018.
2. ↑  Brunschwig, Chantal; Calvet, Louis-Jean; Klein, Jean-Claude. 100 ans de chanson française. Seuil, 1972, p. 319.